# Crespià (kommunhuvudort)
Crespià är en kommunhuvudort i Spanien.   Den ligger i provinsen Província de Girona och regionen Katalonien, i den östra delen av landet, 600 km öster om huvudstaden Madrid. Crespià ligger 162 meter över havet och antalet invånare är 224.
Terrängen runt Crespià är platt åt sydost, men åt nordväst är den kuperad.Runt Crespià är det glesbefolkat, med 17 invånare per kvadratkilometer. Närmaste större samhälle är Figueres, 16,2 km nordost om Crespià. 